# Škrinja privilegija
Škrinja privilegija kraljevine (lat. Cista privilegiorum Regni), drvena škrinja koja na prednjoj strani ima naslikane grbove Hrvatske i Slavonije, u kojoj su se čuvali najvažniji dokumenti Kraljevine Hrvatske i Slavonije.

## Povijest
Sve do 17. stoljeća u Hrvatskoj se, kao i svuda u Europi, arhivska građa čuvala po crkvama i samostanima gdje su se pohranjivale važne listine i oporuke. Zemaljski protonotar, magistar Ivan Zakmardi Dijankovečki (o.1600. – 1667.), dao je izraditi hrastovu škrinju u kojoj su se čuvale temeljne isprave hrvatske države. Bilo je to 23. prosinca 1643. godine. Škrinja je imala zaštitnu bravu koja se otključavala s tri različita ključa. Jedan je čuvao ban, drugi podban, a treći protonotar. Tim su se redom ključevi stavljali u bravu i tek se tada mogla otvoriti.
Škrinja je imala samo simbolično značenje, jer u nju se mogao smjestiti tek neznatan dio isprava. Zbog toga je Hrvatski sabor za prvog zemaljskog arhivara izabrao Ladislava plemenitog Kiralyia te odredio da se škrinja privilegija, koja je od 1643. godine bila pohranjena u prostoriji iznad sakristije stolne crkve na Kaptolu, 1763. godine prenese u zemaljsku kuću na Markovu trgu. Preostali spisi preneseni su 1840. godine u Banske dvore, gdje se od tada pa sve do preseljenja godine 1913. godine u novu, zajedničku zgradu sa Sveučilišnom knjižnicom, nalazio Zemaljski arhiv.
Kako je pristizalo sve više građe, a Arhiv se nije imao kamo proširiti, jer je i Sveučilišna knjižnica već pretrpala svoj prostor u zgradi, Arhiv je morao potražiti slobodne prostore izvan matične zgrade. Položaj je osobito otežan kad je u sklopu Arhiva otvorena i Kinoteka] Hrvatske, koja je već prikupila toliko filmske građe da je i pomoćna zgrada na Savskoj cesti postala pretijesna. Međutim, nakon preseljenja Nacionalne i sveučilišne knjižnice, Hrvatski državni arhiv sada radi u povoljnijim uvjetima, okupivši sve svoje odjele u istoj zgradi. 